# 新潟県道3号新潟新発田村上線

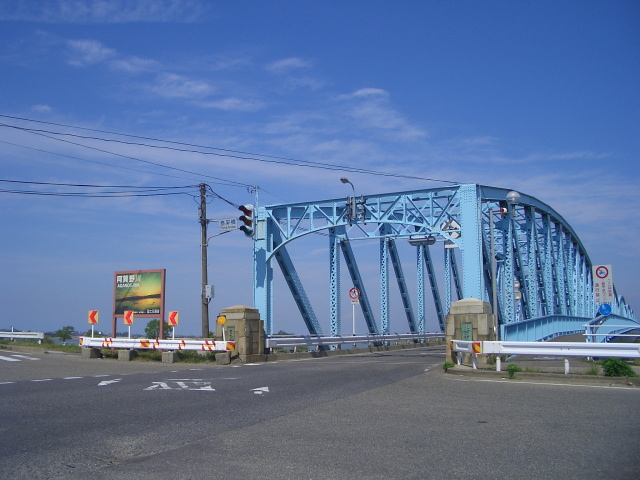
阿賀野川に架かる泰平橋

新潟県道3号新潟新発田村上線（にいがたけんどう3ごう にいがた しばた むらかみせん）は、新潟県新潟市中央区から新発田市を経由して村上市に至る県道（主要地方道）である。

## 概要
新潟市と県北部を結ぶ幹線道路。聖籠町、新発田市紫雲寺地区などの中心地を経由している。かつての国道7号、国道345号等の区間にあたる。

### 路線データ
- 起点：新潟市中央区沼垂東二丁目（栗ノ木橋交差点=国道7号交点、国道49号・国道459号起点）
- 終点：村上市石原（石原交差点=国道7号交点、国道290号起点）
- 路線延長：50.943 km（2006年4月1日現在）[1]

## 歴史
起点から佐々木交差点までの区間は元々は国道7号であったが、1977年（昭和52年）から1989年（平成元年）までの新新バイパス開通によって県道803号（当時）に変更され現在に至る。

### 年表
- 1932年（昭和7年）ごろ - 木崎地区の現在のルートが開通（当時の國道10号、後の国道7号）。それまでは新発田街道（木崎街道）[2]の旧来の道が利用されていた[3]。
- 1951年（昭和26年） - 3代目泰平橋が完成[3]。
- 1954年（昭和29年） - 建設省（現国土交通省）が主要地方道新潟村上線を路線指定。
- 1959年（昭和34年） - 新潟・新発田間が完全舗装化[4]。
- 1993年（平成5年）5月11日 - 建設省から、県道新潟新発田村上線が新潟新発田村上線として主要地方道に指定される[5]。
- 1994年（平成6年） - 整理番号を803から3へ変更。

## 路線状況

### 別名・通称
- 会津通
- 中道（胎内市周辺での通称、国道113号線と国道7号線の間にあることから）

### 重複区間
- 新潟県道17号新潟村松三川線（新潟市東区、中興野交差点 - 泰平橋交差点）
- 新潟県道27号新潟安田線（新潟市北区、久平橋交差点 - 築上山交差点）
- 新潟県道26号新発田豊栄線（新発田市、太子堂交差点 - 佐々木交差点）
- 国道345号（海老江交差点 - 八日市13交差点）
- 国道345号（瀬波温泉トンネル北詰 - 肴町交差点）

## 地理

### 通過する自治体
- 新潟市（中央区 - 東区 - 北区）
- 北蒲原郡聖籠町
- 新発田市
- 胎内市
- 村上市

### 交差する道路
- 新潟市中央区
  - 国道7号（国道8号、国道49号重複）・新潟県道464号新潟港沼垂線〈栗ノ木バイパス〉（栗ノ木橋交差点）
  - 新潟県道5号新潟新津線（沼垂東二丁目交差点）
- 新潟市東区
  - 新潟県道4号新潟港横越線〈赤道〉（赤道十字路）
  - 国道7号〈新潟バイパス・新新バイパス〉（海老ヶ瀬IC）
  - 新潟県道16号新潟亀田内野線・新潟県道17号新潟村松三川線（中興野交差点）
  - 新潟県道17号新潟村松三川線（泰平橋交差点）
- 新潟市北区
  - 新潟県道15号新潟長浦水原線（新崎交差点）
  - 新潟県道352号新崎停車場線（新崎駅前交差点）
  - 新潟県道27号新潟安田線（久平橋交差点 - 築上山交差点）
  - 新潟県道324号豊栄太夫浜線（尾山交差点）
  - 新潟県道46号新潟中央環状線・新潟県道55号新潟五泉間瀬線・新潟県道158号島見豊栄線（内島見東交差点）
- 聖籠町
  - 新潟県道556号新潟東港線（藤寄・東港入口交差点）
- 新発田市
  - 新潟県道26号新発田豊栄線（太子堂交差点 - 佐々木交差点）
- 聖籠町
  - 新潟県道204号島見新発田線（佐々木交差点 - 追分交差点）
  - 国道7号〈新新バイパス〉（聖籠IC）
  - 新潟県道203号網代浜新発田線（大夫交差点）
- 新発田市
  - 新潟県道544号次第浜新発田線（真野原外交差点）
  - 新潟県道545号紫雲寺菅谷線（真野原外地内）
  - 新潟県道21号新発田紫雲寺線（稲荷岡交差点）
- 胎内市
  - 新潟県道293号金塚停車場竹島線（竹島地内）
  - 新潟県道591号中条インター線・新潟県道54号中条紫雲寺線（苔実地内）
  - 新潟県道54号中条紫雲寺線（築地交差点）
  - 新潟県道314号笹口浜中条線（高畑地内）
  - 新潟県道508号荒井浜黒川線（大出交差点）
  - 新潟県道173号中条乙線（菅田地内）
  - 新潟県道402号樽ヶ橋長政線（乙交差点）
- 村上市
  - 国道113号（南新保交差点）
  - 新潟県道182号坂町停車場金屋線（金屋交差点）
  - 国道345号（海老江交差点 - 八日市13交差点）
  - 新潟県道146号岩船町停車場岩船線（岩船上町交差点）
  - 新潟県道286号岩船港線（岩船港入口交差点）
  - 新潟県道529号瀬波温泉線（瀬波温泉2丁目）
  - 国道345号（瀬波温泉トンネル北詰 - 肴町交差点）
  - 新潟県道205号高根村上線（上片町交差点）
  - 新潟県道531号村上神林線（片町交差点）
  - 国道7号（国道290号重複）（石原交差点）